# پلامبلند
پلامبلند (به انگلیسی: Plumbland) یک روستا و محله مدنی در بریتانیا است که در الیردال واقع شده‌است. پلامبلند ۳۴۱ نفر جمعیت دارد.